# 倉吉絣

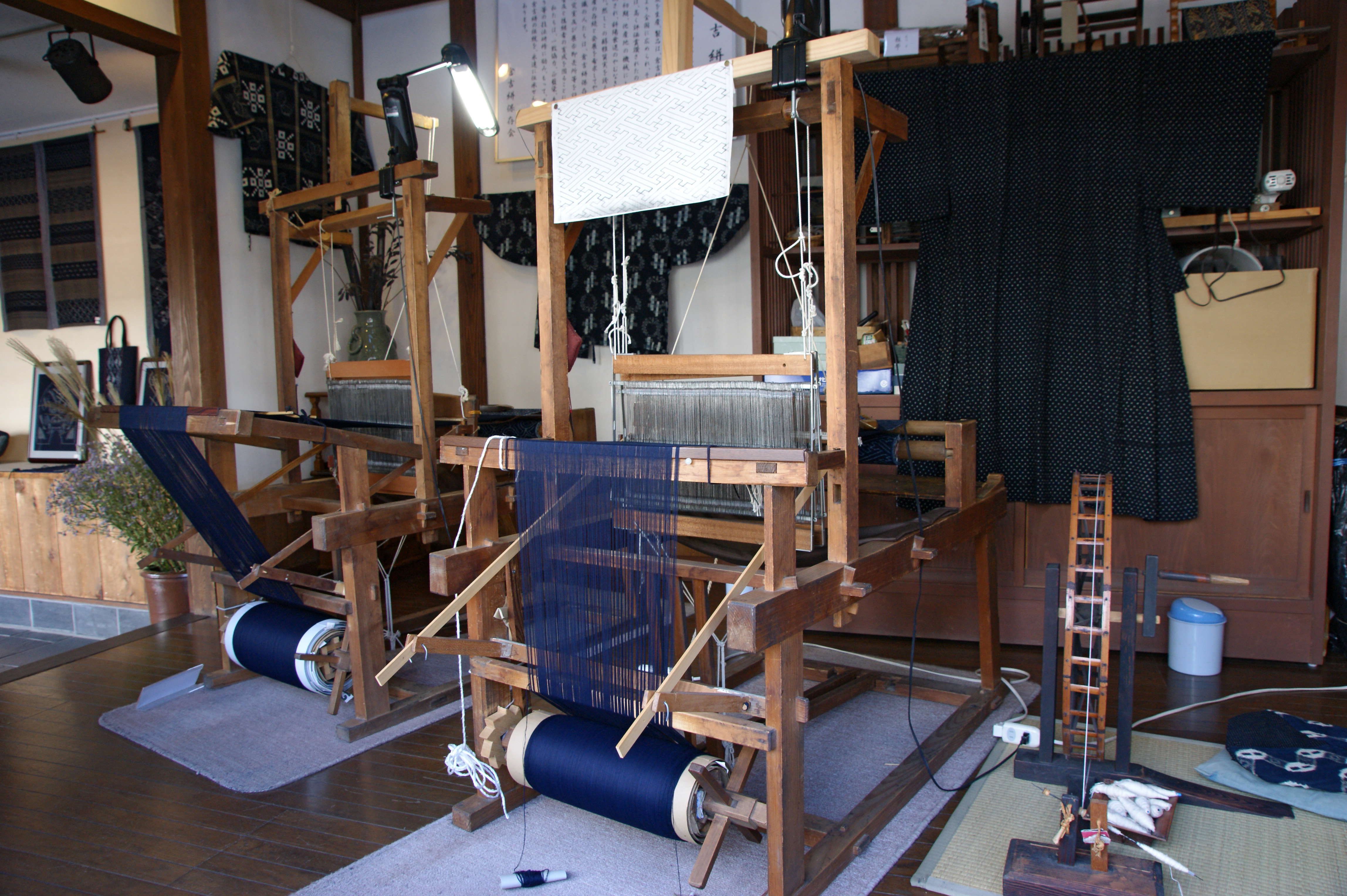
倉吉絣　（倉吉ふるさと工芸館）

倉吉絣（くらよしかすり）は鳥取県倉吉市で江戸時代末期から織られるようになった絣。
絣糸、すなわち、あらかじめ染め分けた糸を使用して織り上げ、文様を表した織物を「絣」と呼ぶが、倉吉では絵画的な柄を織った絵絣（えがすり）や、さらに高度な綾織り、浮き織など様々な組織織（そしきおり）も織られるようになった。このような織物を「風通織」といい幻の織物と呼ばれ評判を呼んだ。江戸末期に始まった倉吉絣は、明治になって盛んになり、西日本を中心に全国へ売り歩かれたが、大正時代に入るとその高度な技術の故に機械化もできず衰退していった。
戦後、すでに織り方もわからなくなっていた風通織を染織家吉田たすくが苦心の末復活させる。また、絣研究家の福井貞子を代表とする「絣保存会」も生まれ、倉吉絣は現代にも受け継がれている。

## 倉吉
鳥取県倉吉市は人口約5万人で江戸時代は伯耆国（ほうきのくに）久米郡（くめごおり）倉吉とよばれた古い城下町である。奈良時代には伯耆国の中心として、国庁や国分寺が置かれ栄えた。その後は山名氏などにより城が築かれ文化の中心となり、江戸時代は鳥取藩主席家老荒尾志摩の領地として伯耆国の中心として交易が栄えた。今も鍛冶・ 研屋町（とぎやまち）・魚町・湊町などの地名が残っており、水路が引かれ、商業が盛んで当時の面影を残す多くの蔵が残っており、打吹玉川地区（通称 白壁土蔵群）は日本の重要伝統的建造物群保存地区として選定されている。古くから芸術活動も盛んである。 倉吉は、海に近いながら小さい盆地に位置し、新鮮な海の幸と山の幸の両方が手に入るという食には恵まれた土地柄である。

## 絣
絣はインドなどの南方で生まれ、海路を経てタイ王国、インドネシア、琉球（沖縄）に伝わり、更に本州に伝わったようである。日本では上代から絣の遺品があるが、絣が広く織られるようになったのは江戸時代の末頃からで、明治にかけて急激に各地で広まった。麻糸などであらかじめ括り、防染して、斑に染め分けた糸で文様を織り出した織物を「絣」と呼ぶが、この技法は時代とともにさらに複雑なものが考案されていった。倉吉絣の特徴は「絵絣」にあった。絵絣はその名のごとく絵画的な文様を織物で表した絣である。
江戸末期に始まった倉吉絣は、明治になって盛んに織られるようになり、その当時倉吉地方の各家庭では自宅で使う木綿の着尺や布団生地はどれも、家の女手で織られており、呉服屋で買うというようなことはなかった。倉吉の娘は皆、機（はた）を習った。自分で糸を紡ぎその糸を紺屋へ持っていって染めてもらい、自分で織った。織物ができることによって一人前の娘として認められたのである。機織りのできない者は結婚もできなかったが、上手な者はそれが嫁入り道具とも見られ歓迎されたのである。 資料として、自分の織る織物の参考にしたり、新しく織った柄を集めて帳面に貼った「縞帳」が残っているが、倉吉の女は器用な者が多く、縞が織れるのはあたりまえで、器用な娘は平織りの絣とは違った織物「そしき織」や「風通織」、絵絣を織った。 絵絣は字のごとく絵のような絣で、上手なものはより細い糸を使いまさに手で描いたような柄が織物で表されていた。段々複雑なものが増えるに従い、「縞帳」は縞より絵絣が目立つようになっていき、松、竹、梅、鶴、亀、大黒や、様々な自然物、器具、字などを柄に取り入れたものが残っている。

## 絣の流通
倉吉はかつて小さな城下町であった。明治初年頃稲を扱く稲扱千刃（いなこきせんば）が倉吉で開発され、西日本を中心に全国に広まっていった。刀や鋤、鍬を作っていた鍛冶町には西日本の農家の需要を満たすため鍛冶屋が多数あり、各地に販売の行商に出かけるものが多くいた。
倉吉の絵絣は、稲扱千刃の行商人によって各地で売られ、全国へ広まっていったのである。その柄の巧みさで各地でもてはやされ、より複雑なものほど高価に売れた。そして更に複雑な織物をめざすようになっていく。これが倉吉の女達の貴重な内職収入源ともなった。
また、この高度な倉吉絣は技術までも流通して、美作（岡山県津山市周辺）では明治初期に倉吉絣の技術が持ち込まれ、絣が織られるようになり、作州絣とよばれた。

## 風通織
織機は縦糸を上げ下げしてその間に緯糸を通して織っていくのであるが、その上げ下げする器具を綜絖（そうこう）といい、2枚使うものが平織りとなり、綜絖が多くなるほど複雑な織物が織れる。
倉吉では平織りの二枚綜絖でなく四枚綜絖で平織りではできない綾織り、浮き織など様々な紋織りや浮き柄の地紋があらわれ、秋田織、八反織、一楽織、星七子織、鎖織、四目織等の名が残っている。中には六枚綜絖、更に高級な十枚綜絖の組織織（そしきおり）も織られるようになった。このような織物を風通織といった。
風通織の中には紺色の糸の間に白糸をうまく組み入れて小さな井桁の絣柄を織りでだした織り絣などもある。風通織は表裏別の糸を使い二重組織で織られ、表裏の糸が入れ替わり、交差しているところ以外袋状になっているのが特徴である。一般的に平織りしか織られていなかった時代に複雑な織物は大きな驚きであったろう、中でも不思議な織り方をする風通織に対しては憧れと畏敬の念をもたれたのである。
面倒な組織織は誰でも織れる者ではなく、ごく少数の人たちに織継がれていったが、その中の更にごく一部の人により織り方をつたえる伝書が書かれた。しかし大正時代になると手織りは工業生産に押されるようになり、また、倉吉絣はその柄が手で書いたように高度であったため機械化をすることも出来なかったために絣の仕事は消えていったのである。 倉吉地方で誇らしく織られた風通織は、古い家の片隅か、小裂の布として残っているだけとなっていったのである。
戦後では数人の高齢者が自分で使う簡単な絣を細々と織っているだけとなっていた。そして組織織の高度な風通織を織ることのできる人も伝書を理解できる人もいなくなっていた。

## 現代へ
その幻となっていた風通織を苦労の末復活させ発展させたのが倉吉在住の染織家・吉田たすくである。吉田たすくは残された小裂きの風通織や絣のもつ奥深い美しさにいとおしさを感じ、なんとか倉吉で再現させようと考えるようになった。そして昭和30年頃倉吉の旧家から辛うじて数冊の織物の伝書を入手する。伝書の中には落丁しているものや虫食いで判読不能なものも多く、読むことすら難儀なものもあった。沖縄や日本各地、タイ・インドネシア・メキシコなどへ出かけて染織の研究をする中で何度も試織りを繰り返し20年の歳月を掛けようやく一冊の本 『倉吉地方明治中期 そ志き織と風通織』に仕上げて発表する。
吉田たすくは現代生活にあう新しい絣、新しい織物を作ろうと倉吉絣を発展させシルクや草花から採った染料を使い「綾綴れ織（あやつづれおり）」「たすく織」を開発し、東京銀座や日本各地で発表を行い、多くの方々に広め、新匠工芸会の稲垣賞を受賞するなど倉吉絣の発展に貢献した。さらに様々の所で講演をしたり実技指導を行い若手の育成にも努め、機を織る若者も少しずつふえている。
しかし、これからを嘱望されながら1987年に65歳で死去。たすくの織りは三男の吉田公之介に受け継がれた。吉田公之介は父たすくと同じ新匠工芸会の会員となり「綾綴れ織（あやつづれおり）」「たすく織」を織り続けながら「絣美術館」（鳥取短期大学 絣美術館）の館長も務め、倉吉絣の発展にも努めている。また、福井貞子を代表に「倉吉絣保存会」も発足して織り方の普及などを行い今では倉吉で手織りをする人もようやく100人弱まで増えている。
さらに昭和末期頃より手づくりの見直しやカルチャーブーム、地方再生などによる伝統文化の見直しや保護などもあり 子育てを終わった世代やリタイア世代を中心に絣を織ろうとする人たちが徐々にではあるが、増えてきている。
自分たちでより深く覚えたいと、絣の技法書を求める声が鳥取県外も含め各地でも増えており、その声で吉田たすく著『図説 紬と絣の手織技法入門』などの、わかりやすい技法書の復刻版も再版されるなどの動きもでてきている。

## ドキュメンタリー
- 新日本紀行「絣の似合う町〜鳥取県倉吉市〜」（1981年、NHK）[1]